# Wessobrunn
Wessobrunn est une municipalité du district de Weilheim-Schongau, en Haute-Bavière, Allemagne. Sa notoriété est due, d'une part à la prière de Wessobrunn, écrite en haut-allemand en 814, d'autre part au monastère qui abritait une des plus célèbres écoles de stucateurs baroques de l'Allemagne du Sud. L'École de Wessobrunn était réputée dans l'Europe entière.

## Géographie
Wessobrunn se trouve à 701 mètres d'altitude, au sud-ouest de l'Ammersee, au nord-ouest de Weilheim et au sud-est de Landsberg am Lech.

## Quartiers(Ortsteile)
Les quartiers et hameaux de Wessobrunn sont Haid, Forst, Paterzell.

## Le monastère de Wessobrunn
D'après une légende, le monastère a été construit en 753 en l'honneur de saint Pierre par le duc Tassilon III de Bavière. Celui-ci eut la vision au cours d'une chasse de trois sources que son serviteur Wezzo trouva quelques jours plus tard. C'est à cet endroit que l'on bâtit le monastère (Brunnen = la fontaine, la source).
C'est probablement une famille noble de Roth qui a fondé le monastère. Les trois sources avec la maison du puits et le tilleul de Tassilon (un tilleul à petites feuilles - Tilia cordata - vieux d'environ 1000 ans) comptent parmi les curiosités de Wessobrunn.
Les moines bénédictins ont habité le monastère dix-neuf siècles durant. Le codex latin qui contient la Prière de Wessobrunn (das Wessobrunner Gebet), un des plus vieux documents en langue allemande, était en leur possession depuis des temps immémoriaux.
En 788, Wessobrunn devint un monastère carolingien, et vers 900, il fut rattaché à l'évêché d'Augsbourg. Entre 1100 et 1220, à côté du monastère des moines, il y eut également un couvent de femmes.
L'abbé Leonhard Weiss a entrepris en 1680 la construction d'une nouvelle abbaye, sur les fondations de la précédente.
En 1803, le monastère a été sécularisé et dès 1810, il commença à servir de carrière de matériaux pour la construction de la ville haute de Weilheim. En 1861, l'historien et professeur munichois Johann Nepomuk Sepp a acheté et a sauvé ce qui restait.
Jusqu'au XIXe siècle, on employa le toponyme d'origine celtique Geispoint ou  Gaispoint - le village des lois (?). Mais de plus en plus fréquemment, on utilisa celui de Wessobrunn jusqu'à ce que le vieux nom de Gespoint disparaisse complètement.
En 1913, les bénédictines missionnaires de Tutzing se sont installées dans deux ailes du monastère. Depuis 1955, elles dirigent un centre pour la tenue de séminaires et la formation de religieuses missionnaires.

## Histoire de l'art
Il subsiste encore une tour-clocher de l'église abbatiale romane (vers 1260). Johann Nepomuk Sepp a fouillé les fondations de l'église et y a découvert des statues de pierre.
Wessobrunn est connu pour la prière de Wessobrunn, le témoignage linguistique chrétien le plus ancien en langue allemande. Il date de 814 environ et le codex qui le contient provient probablement de l'évêché d'Augsbourg.
Une image de la Vierge, Notre-Dame du Bon Espoir, (Mutter der heiligen Hoffnung), datée de 1250, se trouve aujourd'hui au musée national bavarois de Munich.

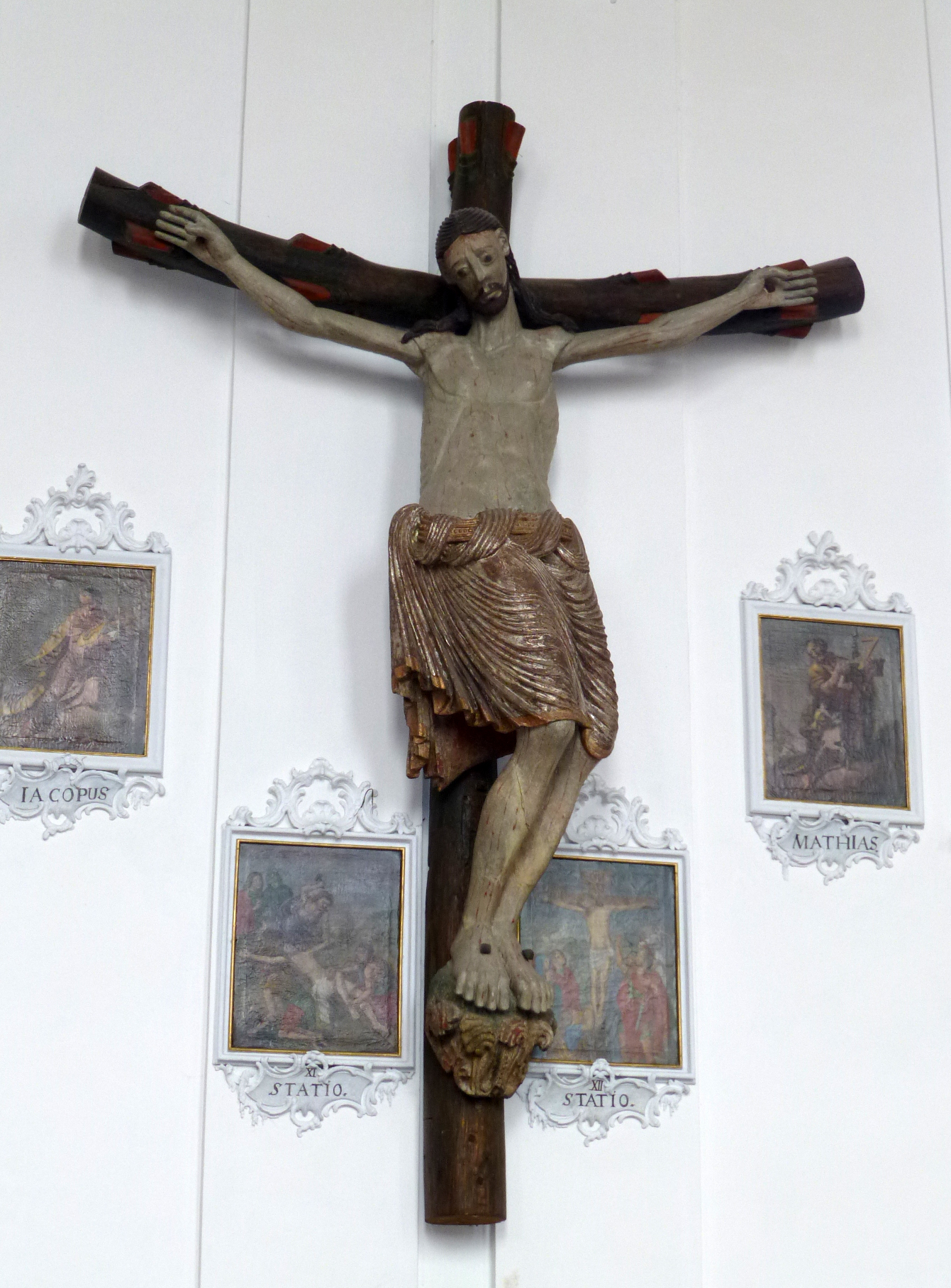
Le Christ du XIIIe siècle

Un Christ en croix, de bois (vers 1250), se trouve encore aujourd'hui dans l'église paroissiale Saint-Jean-Baptiste, reconstruite depuis 1757 dans le style baroque. On y voit également des fresques de Johann Baptist Baader, représentant des scènes de la vie de saint Jean-Baptiste, ainsi que des stucs de Thassilo Zöpf. Les statues du maître-autel sont dues à Franz Xaver Schmädl et comptent parmi ses chefs-d'œuvre. Une peinture de la Vierge Marie - Notre-Dame du Bel Amour-, vénérée depuis 1700 à Wessobrunn, est toutefois sans importance artistique. C'est l'œuvre du bénédictin Innozenz Metz.
Le monastère de Wessobrunn, terminé aux XVIIe et XVIIe siècles, peut être comparé aux monastères de la même époque, Tegernsee et Ettal. Une salle de conférences, au plafond en bois, est visible aujourd'hui encore à l'hôtel "Zur Post" . Elle faisait partie du monastère. L' aile princière et l'escalier sont mondialement connus grâce aux magnifiques stucs de Johann Schmuzer et de l'école de Wessobrunn.
En 955, les soldats hongrois ont massacré les occupants du monastère. À la place du martyrium, on a construit un calvaire. La vieille construction en bois a été remplacée en 1595 par une construction de pierre et ornée en 1771 de fresques de Matthaeus Günther et de stucs de Thassilo Zöpf.

## Personnalités
- Diemode, (vers 1060-1150), none copiste d'environ 45 Codex
- Frédéric du Brabant (1362-1428), auteur protégé par Louis III de Bavière, son œuvre les Chimères du Lac de Wesel a été inspirée de son amour pour la jeune Johanna de Wesel, rencontrée à Wessobrunn
- Wolfgang Glaner, orfèvre
- Franz Joseph Feuchtmayer (1660-1718), sculpteur baroque
- Johann Schmuzer (baptisé  le 13 mai 1642, † 12 mai 1701 à Wessobrunn), stucateur et fondateur de l'école de Wessobrunn ; son fils Joseph Schmuzer (* 13 février 1683, † 19 mars 1752 à Wessobrunn); Johann Baptist Zimmermann et Dominikus Zimmermann, architectes de style rococo et de nombreux autres stucateurs, sculpteurs et architectes de l'école de Wessobrunn.
- Johann Georg Üblhör, (* 1700), stucateur, sculpteur.
- La femme de lettres, pédagogue et psychologue chrétienne Luise Rinser (1911-2002) a passé une partie de son enfance et est enterrée à Wessobrunn. On lui doit notamment Dire oui à la vie

## Galerie

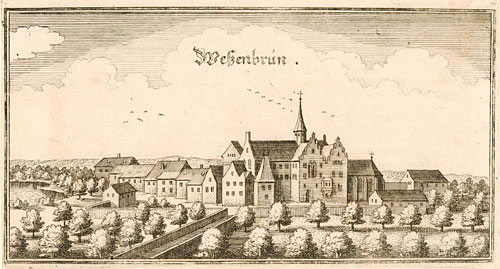
Wessobrunn vers 1640
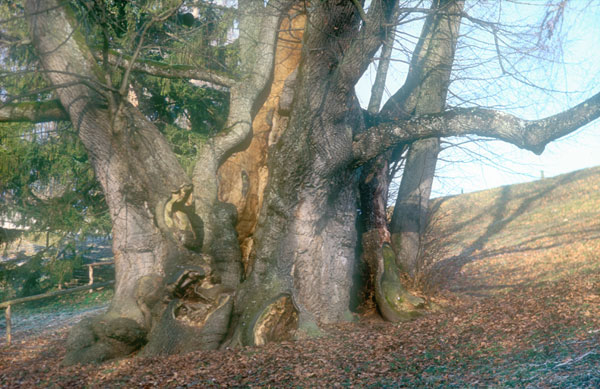
Le tilleul de Tassilon
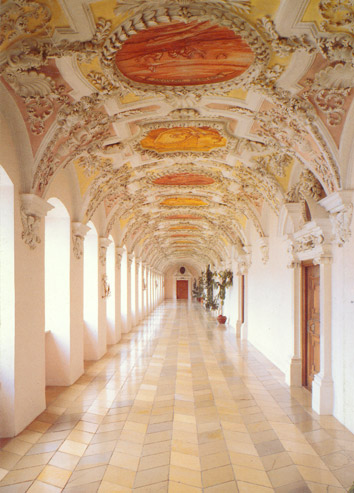
Galerie du monastère de Wessobrunn
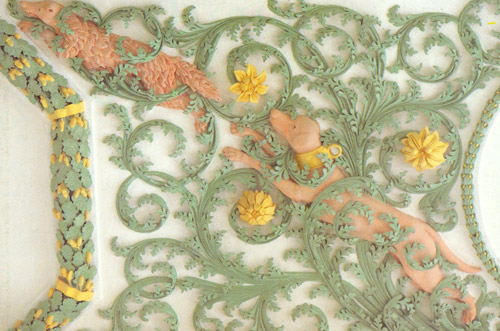
Détail de stuc de Wessobrunn

## Sources
- (de) Cet article est partiellement ou en totalité issu de l’article de Wikipédia en allemand intitulé « Wessobrunn » (voir la liste des auteurs).